# Преколница
Преколница е село в Западна България. Намира се в община Кюстендил, област Кюстендил.  През 1971 г. към него е присъединена като махала и частта (седем къщи) от с. Жедилово, останала в пределите на България след Освобождението 1878 г. Махала Жедилово е напълно обезлюдена.

## География
Село Преколница се намира в Западна България, в Географска област Каменица, западно от гр. Кюстендил. Жп спирка на линията Кюстендил – Гюешево. Отстои западно от Кюстендил: по жп линията на 29 км, по шосето – 24,5 км. Надморска височина при черквата 848 м. 
Махали: Рекалийска, Бузаджийска, Багалийска, Чокойска, Дръчина, Сливарска, Варошанска, Лачище, Бегова, Чиповодолска, Ризова, Горни карадаци, Мирновска, Доларска, Долно карадаци, Чергарска, Тутунарска, Ивановска. През 1971 г. село Жедилово е заличено от списъка на селищата и става махала на с. Преколница. 
Климат – умерен, преходно-континентален.
Административна принадлежност: от 1883 г. до 1922 г. е селска община с още седем села – Гюешево, Каменичка Скакавица, Ръсово, Раненци, Гърляно, Жедилово, Цървен дол. От 1922 г. до 1934 г. – към община Гърляно; от 1934 г. – към община Раненци; от 1978 г. – кметство към Селищна система Гюешево; от 1983 г. – кметство към Селища система Гърляно; от 1987 г. е кметство към община Кюстендил.
Към есента на 2021 г. от местните целогодишно живеят 30 души и 60 жени от Дома за социални грижи.
| Година    | 1866 | 1880 | 1900 | 1926 | 1934 | 1946 | 1956 | 1965 | 1975 | 1985 | 2010 |
| Население | 369  | 760  | 877  | 863  | 945  | 877  | 712  | 467  | 332  | 267  | 120  |

## История
Няма данни за времето на възникване на селището. На 1,5 км южно от селото, в местността „Върбов дол“ има останки от късноантично селище, а в местността „Църцова чука“ – останки от късноантична крепост.
В селото се намира най-старата възрожденска църква в района на Каменица – Свети Петър и Павел, построена през 1848 г. Църквата е паметник на културата, задължителна спирка на всички туристически маршрути в община Кюстендил. 
След Освобождението започва бързо стопанско развитие. През 1910 г. селото има 2500 декара землище, от които 1300 дка естествени ливади и 1200 дка гори. Основен поминък на населението е земеделие (овощарство) и животновъдство. В селото имало 3 воденици, 4 кръчми, 2 бакалници, работят 6 шивачи и 2 търговци.
През 1830 г. е открито първото килийно училище в района в една сламена къща в гористата и скрита местност „Драгневец“, близо до днешната граница с РС Македония. През 1848 г. в черковния двор е построено килийно училище, което започва да функционира чак през 1859 г. Сградата, ремонтирана и поддържана от кетството, е запазена  до днес. През 1882 г. е построено училище в Рекалийска  махала, извън двора на черквата, от североизточната й страна. Съборено, не съществува. От 1953 г. е построена модерна училищна сграда в местността „Катунище“. Училището е съществувало до 1974 г., когато поради намалелия брой деца е закрито. Малкото деца са учили в с. Гюешево. Сградата е превърната в социален дом за болни жени, 60 жени над 18-годишна възраст. След 1975 г. в броя на жителите, отбелязани в приложената таблица, е включен и броят на жените от социалния дом.
В края на ХIX в. и началото на XX в. до към 1912 г. село Преколница е административно и културно средище в географска област „Каменица“ – тук е открито първото училище, първата черква и доста голяма община, състояща се от осем села. След прокарването на жп линията през 1910 г., по-значителни села в района стават Долно село и Гюешево.
Основана е кредитна кооперация „Христо Ботев“ (1933). 
Селото е електрифицирано през 1947 г. Водоснабдено е през 60-те години чрез водопровод от р. Ръжча над с. Гюешево.
През 1956 г. е учредено ТКЗС „Пролет“, което от 1960 г. е към ДЗС Кюстендил, филиал Гюешево, от 1963 г. – към ДЗС Раненци, от 1971 г. към АПК Кюстендил, филиал Гюешево, от 1973 г. – към АПК Раненци и от 1979 г. е включено в състава на АПК „Румена войвода“ – с.Гърляно. Построен е нов кооперативен дом (1959). Честата смяна на посочените структури показва, че колективизацията в полупланинските райони е била неудачна. След 1991 г. следва ликвидация, разпродажби на инвентар, сгради и имущество, връщане на земята на бившите собственици или техните наследници и запустяването на голяма част от нея.
Селото има автобусна и железопътна връзка с град Кюстендил.
През декември  1989 г. влиза в експлоатация язовир „Руен“, изграден в долината на Мала река, за нуждите на флотационната фабрика в Гюешево, с обем малко над един милион куб. м, собственост на частна фирма. Над язовира се намира хвостохранилище „Преколница“, с незапълнен капацитет, което не е рекултивирано.
Активни миграционни процеси. Перспективите за развитие на селото са свързани със земеделието (картофопроизводство и овощарство), главно в плодородната долина на р. Лебница, пасищното животновъдство и развитието на селски, културен и църковен туризъм.

## Забележителности
- Възрожденска църква „Свети Петър и Павел“ (1848). Паметник на културата.
- Архитектурен паметник пирамида на загиналите във войните през 1912–1913 г., 1915–1918 г. и 1944–1945 г.
- Останки от късноантична крепост, в местността „Църцова чука“.
- Старо крушово дърво на около 250 – 300 години в местността „Полето“.

## Религии
Село Преколница принадлежи в църковно-административно отношение към Софийска епархия, архиерейско наместничество Кюстендил. Населението изповядва източното православие.

## Обществени институции
- Кметско наместничество Преколница.

## Редовни събития
- Земляческата среща – събор – провежда се ежегодно в последната събота преди Петровден (29 юни), до църквата „Свети Петър и Павел“.

## Личности
- Спас Ранов – първи кмет на Преколнишката селска община след Освобождението (1883).
- Иван Златков (1864 – 30.06.1944) – учител, банков служител, народен представител, околийски началник, общински съветник и черковен настоятел.
- Константин Кюркчиев (1884 – 1955) – български революционер от ВМОРО.
- Борис Елисеев (10.09.1901 – 24 януари 1978) – български учител и художник.

Свързани с Преколница
- Стефан Н. Гиков – Венко Анкин (1875 – ?), български революционер от ВМОРО от Карлово, ръководител на пограничния пункт в селото през 1900 – 1901 година[3]

## Кухня
Традиционни местни ястия са:
- Боден дедо – баница, която се приготвя от разточени тестени кори, сирене или извара, яйца и разтопено масло.
- Качамак – приготвя се от царевично брашно, разбъркано във вряла вода, полято с разтопено масло и гарнирано с изпържени късчета свинско месо и сланина.
- Гаст боб – вари се боб с люти чушки, праз или кромид лук, добавя се запръжка, и се оставя на тих огън да се сгъсти.
- Мешаница – гъст боб с кисело зеле.
- Ориз с червени домати или зеле – постна гозба.
- Кисело – приготвя се от надробени листа кромид лук, чесън, сол, вода и оцет.
- Лятна лютеница – приготвя се от печени лютиви зелени пиперки и нарязани на дребно червени домати, овкусени с чесън сол и оцет.
- Зимна лютеница – приготвя се от варени и смачкани люти червени пиперки от низа, овкусени със ситно накълцан чесън, сол и оцет.
- Гювеч по каменички – приготвя се на фурна от картофи, домати, патладжан, зелен боб, кромид лук и олио, може да е с месо или без месо.
- Каварма по каменички – приготвя се от запържени късове свинско месо и сланина, праз лук и нарязани люти чушки.
- Омлет по каменички – приготвя се зимно време от отсолено, наложено в саламура свинско месо, което се запържва и залива с разбити яйца.
- Вариво – приготвя се зимно време от кисело зеле, праз лук, лютиви сушени чушки и пушено или осолено свинско месо и сланина, които се варят в зелев сок.
- Преколнишка туршия – приготвя се от лютиви пиперки, зелени домати и зеле, овкусени със сол, вода и оцет.

## Галерия
- Паметник на загиналите във войните 1912–1918
- Паметник на загиналите във войните 1912–1918
- Спирката с чешмата в центъра на селото
- Църквата „Св. Петър и Павел“
- Църквата „Св. Петър и Павел“
- Църквата „Св. Петър и Павел“
- Бунарът до църковния зид
- Туристическо барбекю в центъра на селото
- Типична къща в центъра на селото
- Изоставена къща в селото